# Morocco International 2015
Die Morocco International 2015 im Badminton fanden vom 22. bis zum 25. Oktober 2015 in Casablanca statt. 

## Sieger und Platzierte
| Disziplin    | Gold                                       | Silber                                             | Bronze                                        |
| ------------ | ------------------------------------------ | -------------------------------------------------- | --------------------------------------------- |
| Herreneinzel | Pedro Martins                              | Edwin Ekiring                                      | Maxime Moreels                                |
| Herreneinzel | Pedro Martins                              | Edwin Ekiring                                      | Bjorn Seguin                                  |
| Dameneinzel  | Lianne Tan                                 | Nanna Vainio                                       | Kate Foo Kune                                 |
| Dameneinzel  | Lianne Tan                                 | Nanna Vainio                                       | Ieva Pope                                     |
| Herrendoppel | Mohmed Misbun Misbun Shawal Ridzwan Rahmat | Bahaedeen Ahmad Alshannik Mohd Naser Mansour Nayef | Bernardo Atilano Bruno Carvalho               |
| Herrendoppel | Mohmed Misbun Misbun Shawal Ridzwan Rahmat | Bahaedeen Ahmad Alshannik Mohd Naser Mansour Nayef | Mohamed Abderrahime Belarbi Adel Hamek        |
| Damendoppel  | Ieva Pope Kristīne Šefere                  | Domou Amro Mazahreh Leina Fehmi                    | Sham Al-Khalili Haneen Derar Al-Wedyan        |
| Damendoppel  | Ieva Pope Kristīne Šefere                  | Domou Amro Mazahreh Leina Fehmi                    | Nadine Ashraf Menna Eltanany                  |
| Mixed        | Vincent Espen Manon Krieger                | Bahaedeen Ahmad Alshannik Domou Amro               | Quasi Abid Razan Alkotop                      |
| Mixed        | Vincent Espen Manon Krieger                | Bahaedeen Ahmad Alshannik Domou Amro               | Mohd Naser Mansour Nayef Mazahreh Leina Fehmi |